# Pietro Fullo
Pietro Fullo (fl. V secolo) fu patriarca di Antiochia (471-488) e sostenitore del monofisismo.

## Biografia
Pietro ricevette il soprannome dall'attività di follatore di vestiti che svolgeva quando era monaco. Tillemont ritiene che Pietro fosse inizialmente un membro del monastero degli Akoimetoi, in Bitinia, sulla riva asiatica del Bosforo, a Gomon, il "Grande Monastero", e che sia stato espulso da lì per il suo comportamento e per la sua dottrina eretica. Quindi Pietro passò a Costantinopoli, dove incontrò persone influenti, tramite le quali fu presentato a Zenone, il genero di Leone I (457-474) e futuro imperatore (474-491), di cui si assicurò il favore, ottenendo tramite lui la posizione di presbitero nella chiesa di S. Bassa, a Calcedonia. Qui le sue opinioni monofisite divennero palesi, per cui si dovette rifugiare da Zenone, che lo inviò ad Antiochia come comandante militare per l'oriente (Magister Militum per Orientem).
Arrivando ad Antiochia nel 463, Pietro cominciò a desiderare il seggio di patriarca della città che era allora ricoperto da Martirio. Pietro si fece rapidamente amico della popolazione e instillò il dubbio su Martirio, che fu accusato di nestorianesimo, provocando quindi un'espulsione tumultuosa di Martirio e una sua elezione al seggio patriarcale. Teodoro Lettore data questi avvenimenti al 469 o 470.
Una volta nominato patriarca, Pietro si pronunciò apertamente contro il Concilio di Calcedonia, ed aggiunse al Trisagion le parole "che fu crocifisso per noi" (ὁ σταυρωϑείς δι'ἡμᾶς), che impose in tutto il suo patriarcato lanciando un anatema contro coloro che si rifiutavano di accettarle.
Nel 483 papa Felice III, al suo primo sinodo, scomunicò Pietro, che fu condannato anche dal patriarca di Costantinopoli, Acacio, in un sinodo tenutosi nella capitale bizantina. Ma fu reintegrato dall'imperatore bizantino Zenone dopo l'apertura dello scisma tra Costantinopoli e Roma. Pietro rimase al soglio patriarcale fino alla morte (488).